# Sylvia subcaerulea
La curruca sureña (Sylvia subcaerulea) es una especie de ave paseriforme de la familia Sylviidae que vive en el África austral. 

## Descripción
La curruca sureña mide entre 14–15 cm de largo y pesa alrededor de 16 g. Sus partes superiores son de color pardo grisáceo, con la cola negra y con una ancha lista blanca en su parte inferior terminal. Las partes inferiores de su cuerpo son grises, a excepción de la zona perianal que es de color castaño, además tiene un denso veteado oscuro en la garganta. Sus ojos son grises claros y presenta un anillo periocular blanco. Sus patas son negras. Ambos sexos tienen un aspecto similar, y los juveniles carecen del moteado de la garganta.
Su llamada es un aflautado chiirup-chii-chii.
La curruca de Layard (Sylvia layardi) es la única especie similar en la zona, aunque es de tonos más claros, especialmente las partes inferiores, y carece de la zona anal castaña que presenta la curruca sureña.

## Distribución y hábitat
Se encuentra en el sur de África distribuido por: Angola, Botsuana, Zimbabue, Zambia, Namibia,  Sudáfrica, Lesoto, Mozambique y Suazilandia. Es una especie común en las zonas de matorral, el fynbos y los lechos secos de los ríos.

## Comportamiento
La curruca sureña construye nidos en forma de cuenco sobre la vegetación. Es una especie monógama que se empareja de por vida. Generalmente suele encontrarse sola o en parejas, desplazándose entre la vegetación en busca de su alimento, que consiste en insectos y otros invertebrados.

## Estado de conservación
Esta especie tiene un gran área de distribución, con una extensión de unos 2.800.000 km². Se cree que el tamaño de su población es grande y con tendencias lejos de los límites de amenaza marcados por la IUCN (descensos del 30% en diez años o tres generaciones) por lo que se clasifica como especie bajo preocupación menor.